# Городская больница (Находка)
Городская больница Находки — крупнейшее учреждение здравоохранения города Находки; межрайонный центр специализированной медицинской помощи Партизанска и Партизанского района.
Полное наименование: Муниципальное учреждение здравоохранения «Городская больница» города Находки.

## Поликлиника
Приём пациентов в поликлинике ведётся по 27 специальностям, в том числе по аллергическим, эндокринным, проктологическим и другим заболеваниям.
С 2009 года в больнице работает новый компьютерный томограф стоимостью 30 млн рублей, в 2010 году был приобретён новый аппарат искусственной вентиляции лёгких.

## Стационар
Стационар больницы включает 18 отделений по 23 направлениям медицины: отделение кардиологии, неврологии, отоларингологии, пульмонологии, урологии, гинекологии, гастроэнтерологии, травматологии, инфекционное отделение, операционное отделение, хирургическое отделение, отделение гнойной хирургии, торакальной хирургии, реанимации и анестезиологии, гемодиализа, рентгенологии, функциональной диагностики, ультразвуковой диагностики, эндоскопическое отделение, отделение профилактики.
В травматологическом отделении проводятся сложные операции с применением имплантатов.
С 2005 года ведётся капитальный ремонт больничного учреждения, приобретается новая медицинская аппаратура. Недостроенный нейрохирургический корпус, возведённый в начале 1990-х годов и рассчитанный на 150 коек, в 2010 году был реконструирован в деловой объект.